# Billungstraße 1–10, Brühlstraße 1–10, Kaiser-Otto-Straße 5 (Quedlinburg)

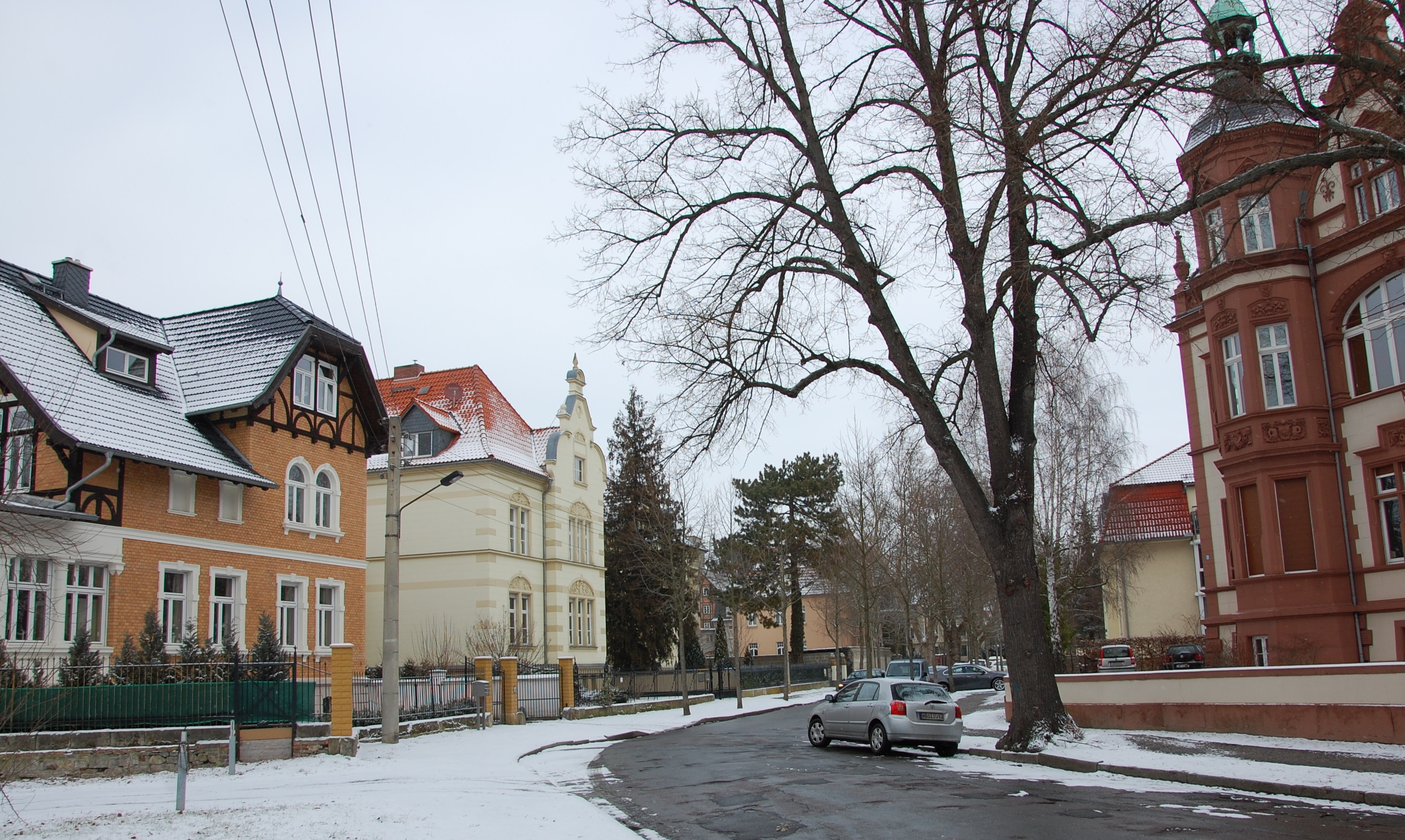
Blick in die Billungstraße

Billungstraße 1–10, Brühlstraße 1–10, Kaiser-Otto-Straße 5 ist die im Quedlinburger Denkmalverzeichnis eingetragene Bezeichnung für einen denkmalgeschützten Straßenzug in Quedlinburg in Sachsen-Anhalt.

## Lage
Der Straßenzug liegt südlich des Quedlinburger Schlossbergs und umfasst insbesondere die parallel zueinander verlaufenden Straßen Billungstraße und Brühlstraße. Südlich schließt sich der Brühlpark an.

## Anlage und Geschichte
Das kleine Villenviertel entstand ab dem Ende des 19. Jahrhunderts. Die ausgesprochen repräsentativen Villen wurden zum überwiegenden Teil von aus der Region stammenden Baumeistern in den Stilen Historismus, Jugendstil und Expressionismus errichtet.
Im Bereich des denkmalgeschützten Straßenzuges befinden sich 14 Einzeldenkmäler. Hierbei handelt es sich um die Gebäude Billungstraße 1, 2, 3, 5, 9 und 10, Brühlstraße 1, 2, 3, 4, 5, 8 und 9 sowie Kaiser-Otto-Straße 5.